# Eparchie čerepovecká
Eparchie Čerepovec je eparchie ruské pravoslavné církve nacházející se v Rusku.

## Území a titul biskupa
Zahrnuje správní hranice území města Čerepovec a také Čerepoveckého, Babajevského, Kadujského, Usťuženského, Belozerského, Vytěgorského, Čagodoščenského a Vaškinského rajónu Vologdské oblasti.
Eparchiálnímu biskupovi náleží titul biskup čerepovecký a belozerský.

## Historie
Roku 1924 byl zřízen čerepovecký vikariát novgorodské eparchie. Důvodem založení bylo oponovat renovacionismu.
V září 1931 byla zřízena samostatná eparchie. Během Velké čistky bylo zlikvidováno duchovenstvo eparchie a od roku 1937 již neměla svého biskupa. K oficiálnímu zrušení eparchie došlo roku 1943.
Dne 23. října 2014 byla rozhodnutím Svatého synodu eparchie obnovena a to z části území vologdské eparchie. Stala se součástí nově vzniklé vologdské metropole.

## Seznam biskupů

### Čerepovecký vikariát novgorodské eparchie
- 1924–1928 Makarij (Opockij)
  - 1928–1928 Feodor (Jakovcevskij) dočasný správce
- 1928–1929 Tichon (Tichomirov)
- 1929–1931 Nifont (Fomin)

### Čerepovecká eparchie
- - 1931–1934 Valerian (Rudyč) dočasný správce
- 1934–1934 Tichon (Šarapov) eparchii nepřevzal
- 1934–1937 Tichon (Rožděstvenskij)
  - 1943–2014 eparchie zrušena
  - 2014–2014 Ignatij (Děputatov) dočasný správce
- 2014–2020 Flavian (Mitrofanov)
- od 2020 Ignatij (Suranov)